# Comanthus benhami
Comanthus benhami är en sjöliljeart som beskrevs av A.H. Clark 1916. Comanthus benhami ingår i släktet Comanthus och familjen Comasteridae. Inga underarter finns listade i Catalogue of Life.